# Garage Musmeci
Il Garage Musmeci (dizione a cadenza siciliana) o Musumeci (cadenza italiana), è un palazzo di Catania situato in piazza Giovanni Bovio. Fu disegnato e costruito nel 1928 dall'architetto Francesco Fichera, attraverso uno schema linguistico caro al progettista che fondeva tradizione e modernità.